# Support de tube électronique

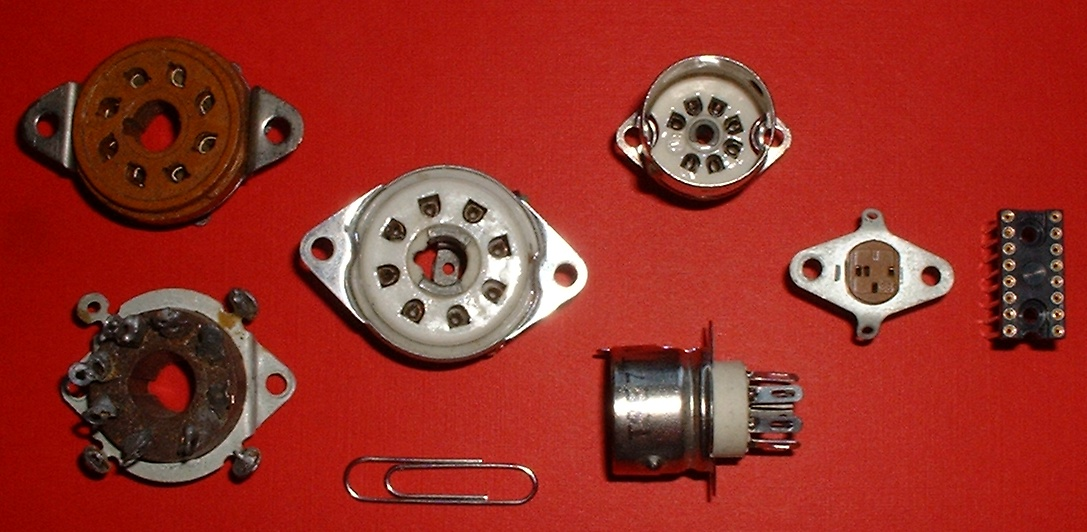
Supports de gauche à droite: octal (dessus et dessous), loctal, et miniature (dessus et côté). Un support pour les premiers transistors et un support pour circuits intégrés permettent la comparaison.

Les supports de tubes étaient présents dans les premiers équipements électroniques pour offrir la possibilité de changer et de tester les tubes électroniques facilement. En effet, les tubes pouvaient être à l'origine de nombreuses pannes plus ou moins directes dans les appareils qui en étaient équipés, et devaient souvent être remplacés après un certain temps de fonctionnement, entre autres car l'émission des électrons depuis la cathode avait fortement diminué ou que le filament de chauffage s'était coupé. À l'époque de l'apogée de la radio et des premières télévisions, il était courant de trouver un testeur de tube à vide chez les radioélectriciens et dépanneurs locaux, qui vendaient aussi des tubes de rechange.
Les supports de tubes étaient montés sur les châssis métalliques de l'appareil au travers de trous, et étaient reliés directement aux autres composants et fils de câblage par des soudures grâce aux cosses à œillets prévus à l'arrière du support. Dans les années 1950, les circuits imprimés furent introduits sur le marché et remplacèrent les câblages en fils volant sous châssis. Les supports de tubes furent ainsi adaptés de manière à pouvoir être directement soudés à ceux-ci, les différents contacts des supports étant reliés au reste des circuits par les fines pistes cuivrés du circuit imprimé.
Lorsque l'on regarde la base d'un tube ou celle de son support, les broches sont numérotées dans le sens horaire, en débutant sur un « index », ou bien là où les broches sont espacées. Cette convention persiste encore de nos jours avec les circuits intégrés.
Dans les années 1930, les tubes avaient fréquemment la connexion de la grille de contrôle ou de l'anode sur le sommet du bulbe (cas des séries octal, américaines, transcontinental ou européennes): cette connexion était effectuée par un capuchon à clipser ou à visser qui prenait place sur le « téton » métallique du tube. Comme exemple on peut citer le tube 6A7 qui est un convertisseur pentagrille à culot américain avec connexion de grille au sommet, ou encore le tube E446 qui est une penthode à culot européen avec connexion d'anode au sommet. D'une façon globale, la très grande majorité des tubes construits avant la seconde guerre mondiale présentaient une connexion en partie supérieure de leur bulbe.
Bien plus tard avec les séries de tubes Noval, Magnoval, et Miniature, certains tubes spécifiques utilisés en amplificateur radio fréquences (RF) ou pour la déflexion horizontale des postes de télévisions, comme le 811A ou le 6DQ6 présentaient encore une connexion à leur anode/grille de commande avec un téton métallique recevant un clip sur le dessus du tube pour des raisons techniques. Dans les deux cas cela permet la réalisation d'un blindage entre l'entrée et la sortie du tube (réduction des parasites), tout en réduisant la capacité inter-électrodes au niveau des broches situés en partie basse. Le cas de l'anode sortie sur le dessus permet également d'utiliser des tensions plus élevées pour l'anode (plus de 26 000 volts dans le cas des redresseurs pour les télévisions couleur), grâce à l'éloignement de cette connexion par rapport aux autres contacts du tube.

## Support européen
Il s'agit d'une des toutes premières familles de support normalisés au monde, avec la série « américaine », sa concurrente outre-atlantique.
Elle se caractérise par un culot saillant en bakélite, avec des broches fendues disposées en croix asymétrique. En fonction du nombre d'électrodes du tube, le nombre de broches varie et évite d'utiliser un tube de fonction différente. Il peut y avoir entre quatre broches disposées en losange pour une triode, jusqu'à sept broches pour une octode (les broches supplémentaires étant disposées en arc de cercle autour de la croix centrale). Parfois, un bornier supplémentaire à écrou moleté fut ajouté par certains constructeurs sur le côté du culot, pour l'utilisation d'une électrode supplémentaire.
Exemples de tubes européen: B403, E424, E448. 

## Support américain
Cette famille de support, développée aux États-Unis en même temps, est apparue presque en même temps que la série "européenne" mentionnée précédemment. Elle regroupe quatre types de variantes de culots possibles:
- les culots A4, ou UX4, destinés aux redresseuses bi-plaques et à certaines lampes ballast, et dotées de quatre broches disposées en carré.
- les culots A5, destinés aux lampes triodes, tetrodes et double-diode, et dotés de cinq broches disposées en cercle avec un espacement régulier entre elles.
- les culots A6, similaire au culot A5, mais doté d'une sixième broche pour l'utilisation d'élément penthode.
- les culots A7, destinés aux lampes octode à multiples grilles de commande, qui comporte sept broches en cercle à espacements réguliers.

Dans tous les cas, le détrompage est assuré par les deux broches destinées au filament de chauffe, de plus fort diamètre que toutes les autres broches.
Exemples de tubes américains : 6B7, 6D6, 6A5.

## Support Transcontinental
Développé en Europe au milieu des années 1930, il se voulait un standard international. Constitué de contacts, non pas en forme de broches mais de languettes plates, il avait 4 contacts serrés et 4 autres plus espacés, disposés en anneau sur l'arête circulaire du culot en bakélite. Le support récepteur formant un puits, le culot s'y retrouve totalement encastré une fois le tube emboîté, ne laissant que le bulbe de verre apparent. Il a également existé un support "Transcontinental" avec un système de verrouillage du tube à baïonnette et ressort central, censé faciliter l'extraction du tube défectueux ; en évitant de tirer directement sur le bulbe de verre, et arracher ce dernier de son culot. 
La disposition irrégulière de ces contacts constitue le détrompeur, et l'emplacement des filaments et de certaines électrodes (cathode, anode, blindage) est normalisée pour cette famille de culot. Il est souvent désigné par l'abréviation "Transco" dans le langage technique. À noter l'existence brève d'un support Transcontinental à cinq contacts, destiné aux double-diode EB1/AB1 et similaire. 
Exemples de tubes Transcontinental : EBL1, AK2, CF3, 1883.

## Support allemand
Également désignés sous le terme de série "Harmony", il s'agit d'un support à 8 broches disposées par groupe de cinq et trois broches. Ces dernières sont creuses et très courtes, et comportent deux plis à l'emplacement du sertissage du fil sortant du bulbe de verre. Exemples de tubes "allemand" : EF11, EL12, AZ11.
Né en Allemagne peu avant la Seconde Guerre mondiale, cette série de tubes n'a connu qu'un succès limité, et a été très peu utilisée en dehors de l'Allemagne et de quelques productions frontalières.

## Support Octal
Antérieur à la Seconde Guerre mondiale, il s'agit du support le plus couramment utilisé pour les applications de faibles et moyennes puissances en radio et télévision. Il est constitué d'un culot en bakélite, doté de huit broches fines et creuses disposés sur un cercle de 17 mm de diamètre (11/16 pouce), et entourant un ergot central de 8 mm qui sert de détrompeur grâce à une petite languette. Ce culot cache souvent le queusot ayant servi à créer le vide par extraction de l'air dans le bulbe de verre.
Comme pour la famille "transcontinental", l'idée de normaliser le rôle de certaines broches pour certaines électrodes est également appliqué. Ainsi, on retrouve le filament entre les broches 2 et 7, le blindage interne (grillage) ou externe (enveloppe en aluminium) sur la broche 1, et l'anode sur la broche 8. À noter que certains fabricants ne mettaient pas systématiquement les broches inutilisées pour gagner du temps et de la matière, ce qui ne gênait en rien le fonctionnement du tube et le système de détrompage à l'insertion.
Exemple de tubes "Octal" : 6E8, 6K7, 6SQ7, 6AS7.
Ce type de support est aussi utilisé comme connecteur pour certains relais industriels, ainsi que pour certains tubes à éclat pour stroboscope.

## Support Locktal
Il s'agit d'une variante du support Octal qui fut conçu pour les applications plus difficiles, comme les auto-radios ou les équipements portatifs. La disposition des broches est semblable au support octal, mais les broches, sortants directement du verre du tube, sont plus fines; et l'ergot central permet un contact électrique supplémentaire de blindage, tout en maintenant le tube en place. Par ailleurs, le système de verrouillage central est à l'origine du nom de cette famille de support ("lock" = "verrou"). Ce culot possède deux systèmes de détrompage distincts en fonction du modèle de support utilisé : soit par l'ergot central qui comporte une languette verticale, soit par la verrue bosselée située sur la ceinture métallique située à la base du tube. 
Encore une fois, la fonction de certaines broches et électrodes est normalisée pour cette famille de tubes, le filament étant entre les broches 1 et 8 c'est-à-dire les deux broches les plus proches de l'ergot détrompeur, tandis que l'anode se trouve en broche 2. Exemple de tubes "Locktal" :7A8, 14A7, 50A5.

## Support Miniature
Développé aux États-Unis, les tubes de la série "Miniature" furent introduits tout à la fin des années 1940. Ce fut une grande révolution dans la fabrication des tubes grands publics à l'époque, car ils furent parmi les premiers à avoir une conception "tout verre". En effet, les broches sortent directement du verre et sont constituées en alliage de cuivre, ce qui supprime le culot intermédiaire en bakélite. Le queusot qui sert à extraire l'air du bulbe ne pouvant plus être caché à la base, il se retrouve désormais sur le dessus du tube. Comme le nom de cette famille le laisse supposer, il s'agit d'une série de tubes particulièrement compactes par comparaison aux anciennes séries d'avant-guerre. 
Les broches, au nombre de sept, sont disposées en forme de cercle, avec un espacement important là où aurait pu se situer une huitième broche ; comme cela, le tube ne peut être mis que dans un sens. Les supports pour tubes "Miniature" ont quelquefois une « jupe » qui permet la pose d'un blindage métallique autour du tube, qui contiennent parfois eux-mêmes un système à ressort et Ergots pour maintenir le tube en place. Ce genre de support est utilisé lorsque le tube est employé dans un environnement sujet aux vibrations ou pour assurer un meilleur blindage électromagnétique. Exemples de tubes "Miniature" : 6BE6, 12BA6, 3S4, 6X4.
Certains techniciens désignaient ce type de support sous les termes "miniatures 7 broches" ou simplement "7 broches".

## Support Rimlock
Apparue à peu près à la même période que les supports « Miniature » et construits en Europe, les supports « Rimlock » font également partie des séries "tout verre" ayant révolutionné la technique du tube électronique.
Les huit broches sont disposées en cercle à distance égale, et sortent directement de l'embase en verre du tube. En raison de la technique de moulage du verre à haute température, les broches sont réalisées en alliage ferreux pour pouvoir résister à la cuisson du tube. Le détrompage est assuré côté tube par une saillie latérale en forme de verrue, d'abord en métal bosselé sur un anneau rapporté à la base du tube, puis directement moulé dans le verre (plus fragile). Le support lui-même comporte une ceinture métallique dotée d'une encoche permettant le passage du détrompeur, et un cerclage métallique qui va emprisonner le détrompeur et empêcher le tube de se débrocher. Le terme "Rimlock" est également dérivé du terme "lock" et du système de verrouillage employé ("rim" désignant la "jante" de détrompage et verrouillage du support). Exemple de tubes de la série "Rimlock" : DK40, UAF42, EL41, AZ41.

## Support Noval
C'est un type de culot apparu simultanément aux États-Unis et en Europe au début des années 1950. Il est constitué de neuf broches en alliage de cuivre disposées en cercle, avec un espace important faisant détrompeur là où aurait pu se trouver une dixième broche, et sortant directement du verre du tube. Ce dernier est d'un diamètre de bulbe légèrement supérieur aux modèles "Miniatures" et "Rimlock", tout en restant assez compact. Le terme "noval" est tiré du nombre de broches de cette série. Les techniques de fabrication et les caractéristiques des supports sont, au nombre de broches près, très proches de la série "Miniature" . Il s'agit de la toute dernière génération de tube électronique produite, qui sera utilisée jusqu'aux années 1970. Ce type de support sera également utilisé en électronique pour des connecteurs et des accessoires divers (décodeurs stéréo, tuner VHF, certains sélecteurs de tensions secteur 110/220V,...). Exemples de tubes de la série "Noval" :ECH81, EABC80, UL84, PY82. 
À citer aussi le culot "Magnoval" qui est un culot Noval plus large, destinés aux tubes de TV (EL 500, EY500…).

## Support Acorn
Il s'agit d'une famille de support et de tubes très peu connu. Développé dans les années 1930 aux États-Unis, il s'agit d'un support en forme de couronne plate avec cinq lamelles disposées en deux groupes: trois d'un côté et deux à l'opposé. Deux contacts supplémentaires étaient prévus en partie supérieure et inférieure de la couronne.
Le tube lui-même, tout en verre et d'environ 4 centimètres de hauteur, comportait des broches sortant directement du verre : cinq formant un anneau, une sortant en partie supérieure, et une en partie inférieure. Cette disposition des broches a permis de réduire les capacités inter-électrodes, et de concevoir des tubes oscillateurs capables de travailler à des fréquences de plusieurs centaines de MHz. Développé pour du matériel militaire U.S embarqué, il a servi sur de nombreux équipements naval et aéronautique américains lors de la seconde guerre mondiale. Il sera également utilisé pour du matériel médical et dans les premiers calculateurs informatique. Tombé dans le domaine civil, il sert à créer des montages de récepteur radio à super-réaction, et est assez connu de certains radioamateurs américains. Les tubes les plus répandus de la série "Acorn" sont les modèles 954 et les 955.

## Autres sortes de supports

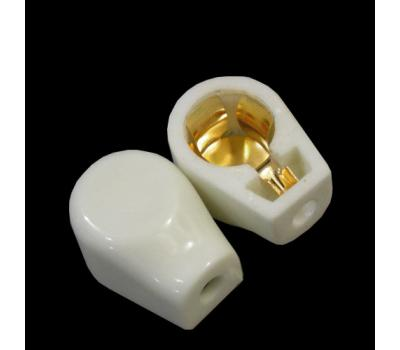
Capot en céramique pour tubes électroniques. Contacts plaqués Or.

Les tubes à vide pour les fortes puissances ou pour les applications UHF nécessitent souvent des supports spéciaux. Les tubes subminiatures, qui furent introduits au début des années 1950, possédaient souvent des sorties à fils prévus pour pouvoir être soudés directement sur les circuits imprimés. Des supports furent aussi construits pour les premiers transistors, mais dès que leur fiabilité fut suffisante, les supports furent supprimés. La même chose arriva pour les circuits intégrés.
Il existe également des "capots" en céramique pour tubes, utilisés pour les protéger de quelconques contacts dans des situations spécifiques. La céramique fait que les propriétés électriques de ces capots sont élevées, ils peuvent dans certains cas accepter jusqu'à 2 000 V de tension. Ces capots sont compatibles avec bon nombre de tubes et selon le diamètre de ces derniers.